# Valentin von Sundhausen

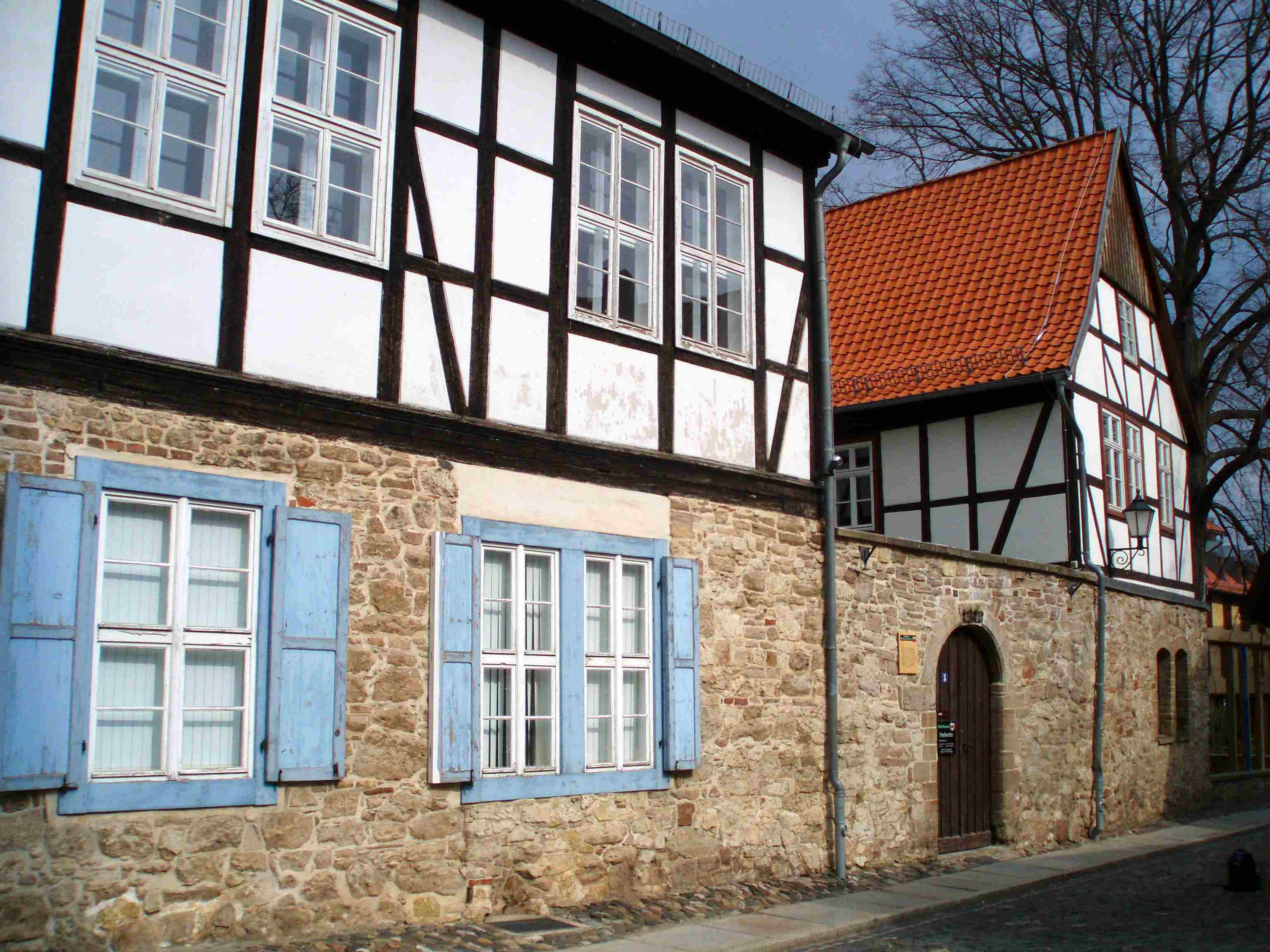
Sundhausenscher Hof in Wernigerode (Alte Münze)

Valentin von Sundhausen (* 1476 in Frankfurt am Main; † 6. Juli 1551) war ein führender Beamter der Grafen zu Stolberg und Besitzer des Amtes Langenstein am Harz.
Valentin ist der Sohn von Hans von Sundhausen (* ca. 1448) und Anna von Bila (* ca. 1455). Er genoss eine solide Ausbildung und promovierte zum Dr. iur.
Nach dem Tod von Anthonius von Werthern übernahm er 1531 das Schloss Langenstein als Pfand vom Bischof von Halberstadt für die Summe von 2755 Gulden, 4 Schillinge und 10 Alte Groschen. Bereits 1536 kam es mit den Grafen von Regenstein zu Auseinandersetzungen um Langenstein.
Genau wie Anthonius von Werthern lieh er den Grafen von Mansfeld 2000 Rheinische Gulden, wofür er 1533 einen Jahreszins von 100 Gulden aus dem Amt Arnstein erhielt. Diese Forderung ging über seine Witwe an den Schwiegersohn George von Schleinitz auf Stauchitz über, der 1567 in das verpfändete Amt Arnstein vom Lehnsherr, Kurfürst August von Sachsen, eingesetzt wurde.
An Valentin von Sundhausen erinnert heute noch in Wernigerode das Gebäude der Alten Münze am Klint, Oberpfarrkirchhof 5, früher Sundhausener Hof. Über der Toreinfahrt ist das stark verwitterte Wappen derer von Sundhausen angebracht.
Sundhausen war verheiratet mit Margrete von Hinsberg, die ihren Gatten überlebte. Gemeinsam hatten sie die Kinder Albrecht von Sundhausen und die Tochter Juliana, die George von Schleinitz heiratete und in das Kurfürstentum Sachsen nach Stauchitz zog.
| Personendaten    | Personendaten            |
| ---------------- | ------------------------ |
| NAME             | Sundhausen, Valentin von |
| KURZBESCHREIBUNG | deutscher Adliger        |
| GEBURTSDATUM     | 1476                     |
| GEBURTSORT       | Frankfurt am Main        |
| STERBEDATUM      | 6. Juli 1551             |